# Бычихин, Николай Прокопьевич
Николай Прокопьевич Бычихин — советский хозяйственный, государственный и политический деятель, доктор медицинских наук (1973), профессор.

## Биография
Родился в 1927 году в деревне Митино. Член КПСС.
С 1943 года — на хозяйственной, общественной и политической работе. В 1943—1987 гг. — помощник санитарного врача райздравотдела на станции Вожега Северной железной дороги, помощник госсанинспектора райздравотдела Великого Устюга, военнослужащий в частях оперативных войск МВД СССР, хирург в госпитале инвалидов Великой Отечественной войны и в хирургическом отделении городской больницы Великого Устюга, ассистент, доцент, профессор кафедры общей хирургии, ректор Архангельского государственного медицинского института.
Делегат XXVII съезда КПСС.
Умер в Архангельске в 1987 году.